# Onishi (Gunma)
Onishi (鬼石町, Onishi-machi) est un ancien bourg du district de Tano, dans la préfecture de Gunma, au Japon. Il a été incorporé le 1er janvier 2006 dans la ville de Fujioka.